# Дидковский, Борис Владимирович
Бори́с Влади́мирович Дидко́вский (1 мая 1883, Житомир — 13 августа 1937, Свердловск) — советский геолог, педагог и революционер, ректор УрГУ.

## Биография
Борис родился в 1883 году в Житомире в семье офицера.
Учился в Киевском кадетском корпусе, в 1900—1904 годах был студентом Электротехнический института и вольнослушателем физико-математического факультета Петербургского университета.
В 1913 году закончил Женевский университет в качестве бакалавра математических и геологических наук, научным руководителем был Луи Дюпарк.
В 1913—1917 годах Дидковский, вернувшись в Россию, занимался геологическими исследованиями Северного Урала, получив место главного геолога Николае-Павдинского горного округа. В эти годы, в 1913—1917 года провёл топографическую и геологическую съёмку округа, поиск и разведку месторождений платины, золота, угля, железа и т. д. Был управляющим драгой, при нём перешли от старательской к механизированной добыче платины на прииске.
До 1907 года был вместе с социал-демократами, но в 1907 году ушёл к анархистам. Затем в марте 1917 года вступил в РСДРП(б). В апреле 1917 года за политическую деятельность был уволен с позиции геолога. Был направлен обкомом партии в Верхотурье,  гле стал председателем продовольственной управы. После победы восстания в Петрограде стал председателем Верхотурского уездного исполкома. В начале 1918 года стал заместителем председателя президиума областного совета. Руководил вооружёнными отрядами, участвовал в Петроградском съезде депутатов, где готовил правительственное постановление о национализации уральской промышленности. Вернувшись, с октября 1918 года руководил обороной Кытлымо-Павдинского района.
В 1920—1923 годах служил управляющим районного рудного управления Екатеринбурга, с августа 1920 года председатель Горного совета ВСНХ на Урале, был в составе организационного комитета Уральского государственного университета, был преподавателем высшей математики и проректором по административно-хозяйственной части Уральского университета, с осени 1921 года по 1924 год — ректор УрГУ. В это время Дидковский создал новые кафедры поиска и разведки полезных ископаемых, организовал выпуск «Известия Уральского государственного университета».
В 1922—1930 годах заместитель председателя, председатель Уралплана.
В 1926—1930 годах преподавал в Уральском политехническом институте в качестве доцента, заведующего кафедрой поиска и разведки полезных ископаемых.
В 1930 году — феврале 1936 года был управляющим Уральского геологического треста, директором Уральского геолого-разведочного НИИ.
30 января 1937 года был арестован, 10 августа 1937 года был приговорён, а 13 августа 1937 года был расстрелян как «активный участник антисоветской террористической организации правых на Урале». 22 сентября 1956 года был реабилитирован.

## Свидетельства современников
На Урал он прибыл в качестве коллекционера при профессоре геологии Дюпарке и был оставлен им для работ в Николо-Павдинском горном округе. Когда произошёл большевистский переворот, Дидковский был избран от этого округа в депутаты областного совдепа в Екатеринбурге и занял здесь влиятельное положение. Во всех случаях отсутствия Белобородова Дидковский замещал его в областном совете депутатов, но, видимо, не принадлежал к партии коммунистов, а скорее был социал-революционером. Под конец власти советов в Екатеринбурге замечалось расхождение Дидковского с Белобородовым, и в совете образовались две партии, взаимно враждовавшие. Однако президиум стоял на стороне Белобородова, и партия Дидковского не получила значительного развития.
Несмотря на заграничное воспитание и внешний вид интеллигента, Дидковский все же остался человеком некультурным, грубым и хамоватым. В интимные совещания президиума он не приглашался и, по-видимому, не был посвящён в предположения советских главарей относительно убийства Царской Семьи, так как ни в каких материалах, относящихся к подготовке и к совершению убийства, фамилия Дидковского не встречается.Михаил Дитерихс
По свидетельству жилищного комиссара Жилинского, Дидковский с другими большевиками осматривал дом Ипатьева перед размещением в нем Царской Семьи. 

## Достижения
- Разработал геологическую карту Урала.
- Отстоял существование Уральского университета.
- Создал научную школу.
- Разработал план развития Урала.

## Память
В честь Дидковского названы гора на Приполярном Урале, горный перевал на Северном Урале, улицы в Верхотурье и Павде. По некоторым предположениям, первоначально (в 1920-е) имя Дидковского получила гора высотой более 1700 м, после расстрела учёного переименованная в Манси-Нер, а в 1968 году его именем была названа соседняя гора, высотой 1673 м. В 1970 году на пике Дидковского была установлена плита с мемориальной надписью.